# بالما كامبانيا
بالما كامبانيا، والمعروفة حتى عام 1863 باسم بالما دي نولا، هي مدينة (بلدية) في مدينة نابولي الكبرى في منطقة كامبانيا الإيطالية، وتقع على بعد حوالي 25 كم شرق نابولي.
تقع بالما كامبانيا على حدود البلديات التالية: كاربونارا دي نولا، دوميتشيلا، لاورو، ليفيري، نولا، بوجيومارينو، سان جينارو فيزوفيانو، سان جوزيبي فيزوفيانو، سارنو، ستريانو، أوتافيانو.
وتشتهر المدينة أيضًا بـ "كرنفال السعفة".

## وصلات خارجية
- الموقع الرسمي